# Visigoter
Visigoter eller vestgoter (latin visigothi eller visigothæ) er et af de to gotiske folk, der var kendt i antikken. Før det 5. århundrede e. Kr. hed folket Tervingi. Navnet visigoter betyder "ædle goter" og ikke "vestgoter" som tidligere troet.
Men da Tervingi-stammen var de vestlige goter, er vestgoter faktisk en bedre benævnelse for dem end visigoter, som de først kom til at hedde, efter at de etablerede sig i Aquitanien i 418. Før hunnernes ankomst var Tervingi/vestgoterne underlagt ostrogoterne og blev ikke styret af konger, men af høvdinge (reiks), der stod i spidsen for større grupper af folket.

## Vestgoterne som Roms allierede
Hunnerne erobrede ostrogoternes rige i 375, og vestgoterne flygtede til Romerriget for at undgå hunnernes styre. Romerne tog modvilligt mod det ariansk kristne folk og behandlede dem så dårligt, at de gjorde oprør. Det endte med en katastrofe for romerne, da vestgoterne besejrede dem i slaget ved Adrianopel, og Konstantinopel svævede et stykke tid i fare. Men efter at Theodosius blev kejser i 379, lykkedes det ham med styrke og klogskab at berolige vestgoterne og opnå en alliance med den gamle romerfjende Atanarik, som havde forladt Siebenbürgen og fået en lederstilling efter Fritigerns død. Så længe Theodosius regerede, blev visigoterne betragtet som foederati stødpuder mod andre barbariske folkeslag, mens enkelte kom i hæren eller i rigets forvaltning. Derigennem blev goternes nationale sammenhold truet, og efter Theodosius død år 395 blev Alarik 1. valgt til konge af de goter, som kaldte sig "Vesi". Det var dette navn, der siden udviklede sig til "visigoter".
Alarik genoptog de vestlige goters kamp mod det romerske rige, og det førte først til, at Rom blev indtaget, og at folket slog sig ned i Sydgallien (det Tolosanske rige efter hovedbyen Tolosa, det nuværende Toulouse) under Ataulf, Wallia (415-418) og Theoderik 1. (418-451)). I de fleste sammenhænge kom goterne til at optræde som foederati som mod vandalerne, og de spillede en meget vigtig rolle ved Aëtius' sejr over Attila i slaget på de Katalauniske marker år 451, hvor kong Theoderik 1. faldt og Attilas fremrykning i Europa blev standset. Samtidigt blev ostrogoterne befriet fra hunnisk overhøjhed.

## De selvstændige visigoter
Under forvirringen ved det Vestromerske riges fald år 476 frigjorde visigoterne sig helt fra Rom, og under ledelse af Theoderik 1.'s søn Eurik konsoliderede de deres magt i Sydgallien og erobrede størstedelen af Spanien. Euriks søn Alarik 2. (484-507) blev besejret i 507 af den frankiske konge, Klodevig 1., og derefter blev det visigotiske magtområde hovedsageligt til et spansk rige ("riget Toledo"). Riget blev under Roderik 2. (710-711) omstyrtet af maurerne (se artiklen Spaniens historie).
Den muslimske statholder Musa gennemførte erobringen af Nordafrika og sendte år 711 sin erfarne feltherre, Tarik, til Spanien. Han besatte Calpe, den stejle klippeknude som nu bærer erobrerens navn, Tariks bjerg (Djebel-al-Tarik, deraf Gibraltar), og mødte Roderik 2. ved Salada ikke langt fra Cadiz nordvest for Xeres de la Frontera. Kampen rasede den 25. og 26. juli og efter sagnet en hel uge. Formodentlig blev den afgjort til maurernes fordel ved forræderi. Det førte til vestgoterrigets fald. Roderik døde, hans folk opførte sig fejt og ingen gotisk hær vovede at kæmpe mod de indtrængende. På den måde kunne muslimerne indtage den ene by efter den anden. De mange misfornøjede og undertrykte, frem for alt jøderne, kom dem i møde og åbnede portene. Kun højt oppe mod nord i de asturiske bjerge formåede de kristne at gøre modstand. Sandsynligvis ville de have lidt nederlag og erobringen ville have bredt sig nord for Pyrenæerne, hvis ikke Tarik og Musa var blevet uenige. Derfor blev den muslimske hær tilbagekaldt.
I forvejen blev riget plaget af det verdslige og åndelige aristokrati, der underkuede de frie borgere, mens kronen ikke formåede at vinde tilstrækkelig styrke og tyngde. Vestgoterne udviklede privatretten som de første blandt germanerne, men de havde aldrig held til at skabe en varig forfatning.

## Sociale forhold i de visigotiske riger
Efter bosætningen i Gallien og Spanien fik visigoterne tildelt to tredjedele af jorden, og de var længe adskilt fra den romersk befolkning, da indbyrdes giftermål var forbudt ved lov. De to folk havde også hver deres lovsystem. Romerne levede under love fastlagt af Alarik 2. i form af et sammendrag af romersk ret, Breviarium Alarici. Visigoterne levede under gotisk sædvaneret antagelig kodificeret under kong Reccared 1. (586-601) under navnet Antiqua. Goterne blev i første omgang pådømt af særskilte kongelige dommere, mens den højere rettergang blev udøvet af fælles dommere, hertuger (duces) for provinsernes vedkommende og grever (comites) i de enkelte grevskaber, civitates. Til forskel fra ostrogoternes rige (se Theoderik den Store) var den romerske befolkning underlagt pligt til at yde krigstjeneste. Det blev det første trin mod en sammensmeltning af de to folk.
Blandt goterne havde der været en fødselsadel, som forsvandt efter erobringerne. I stedet opstod der en kongelig tjensteadel af både romere og goter – på grund af den fælles pligt til krigstjeneste. Og en betydelig social omdannelse. Som hos andre germanske folk havde folkets hovedmasse hos visigoterne bestået af "folkefri", og ved bosætningen havde de fået egen jord, men under romerne havde jorden i Gallien og Spanien for størstedelen været opdelt i store ejendomme, der tilhørte adelige (senator-) slægter, men blev dyrket af en talrig, ufri befolkning. De indtrængende visigoter bevarede i vidt omfang disse forhold, og den nye tjenesteadel af romersk eller gotisk oprindelse, blev ejere af de gamle godser eller af nye, som blev skabt ved tildeling af krongods. De små frie jordejendomme kunne ikke klare sig ved siden af storgodserne, og mens de mægtigste visigotiske slægter smeltede sammen med de gamle romerske adelsslægter til en herskende adel på ene side, smeltede massen af de folkefri visigoter på anden side sammen med den undergivne, romerske befolkning til en samfundsklasse, som var afhængige eller ejet af magthaverne.
Hvor drastisk, de folkefries antal var mindsket, ses af kong Vambas (672-680) påbud om, at ni af 10 trælle havde pligt til at yde krigstjeneste. Tidligere havde de folkefrie tilført mandskab til krigsmagten. Denne udvikling, som skulle give startskuddet til feudalismen i Frankerriget, foregik tidligere i Vestgoterriget, men den førte ikke til en fuldstændig feudalisering, da ejendommene ikke blev overdraget som len. Den begyndende sammensmeltning af folkegrupperne visigoter og romere på grund af de sociale forandringer blev fuldbyrdet, efter at visigoterne under kong Reccared var konverteret fra arianismen til katolicismen. Som følge deraf kunne kong Kindasvind (641-652) og dennes søn Reccesvind (652-672) gennemføre en fælles lovgivning, Lex visigothorum, og Reccesvind ophævede også forbuddet mod blandede ægteskaber. Eftersom den romerske befolkning var betydeligt mere talrig end den gotiske, kom den romerske kultur til at forme den efterfølgende kultur i stigende grad. Lex visigothorum var i hovedsagen baseret på romerretten, og visigoterne opgav deres sprog til fordel for det vulgærlatin, som blev talt af den romerske befolkningsdel (se spansk).

## Reconquista
En asturisk adelsmand, Pelayo, får æren af at have indledt den kristne Reconquista af den Iberiske halvø i 718, da han besejrede umajadehæren i slaget ved Covadonga og skabte Kongeriget Asturien i den nordvestlige, bjergrige del af halvøen. Andre visigoter, der afviste at konvertere til Islam eller leve under maurernes styre, flygtede nordpå til Frankerriget, og visigoter fik nøgleposter i Karl den Stores rige nogle få generationer senere.

## Vestgotiske konger i Spanien
Selv om riget og befolkningen ændrede sig, fastholdt det til sin undergang navnet Goternes rige (lat. Regnum gothorum).

### De første konger
- 369–380 Fritigern
- 369–381 Athanarik

### Balti dynastiet
- 395–410 Alarik 1.
- 410–415 Ataulf
- 415 Sigerik
- 415-418 Wallia, afsluttede forbundstraktaten med det vestromerske rige i 418
- 418-451 Theoderik 1., svigersøn til Alarik 1.
- 451-453 Thorismund, søn af Theoderik 1.
- 453-466 Theoderik 2., søn af Theoderik 1.
- 466-484 Eurik, søn af Theoderik 1.
- 484-507 Alarik 2., søn af Eurik
- 507-511 Gesalech, søn af Alarik 2.
- 511-531 Amalrik, søn af Alarik 2.

### Senere konger
- 531-548 Theudis
- 548-549 Theudigisel
- 549-555 Agila 1.
- 555-567 Athanagild
- 567-572 Liuva 1.
- 568-586 Leovigild, bor til Liuva 1., og de regerede til at begynde med sammen
- 586-601 Rekkared 1., søn af Leovigilid
- 601-603 Liuva 2., søn af Rekkared 1.
- 603-610 Witterik
- 610-612 Gundemar
- 612-621 Sisebut
- 621 Rekkared 2., søn af Sisebut
- 621-631 Suinthila
- 631-636 Sisenand
- 636-639 Chintila
- 639-642 Tulga, søn af Chintila
- 642-653 Chindaswinth
- 653-672 Rekkeswinth, søn af Chindaswinth, medregent efter 649
- 672-680 Wamba
- 680-687 Erwig
- 687-702 Egica, svigersøn til Erwig
- 702-710 Witiza, søn af Egica, medregent efter 698 (?)
- 710-711 Roderik

### Tvivlsomme konger
- Agila 2. (711–714?)
- Ardo (714?–718?)